# Bharhut
Bharhut (hindi: भरहुत) es una población del distrito de Satna del estado de Madhya Pradesh, en el centro de la India. La localidad es conocida porque en ella se encuentran los restos arqueológicos de una destacada estupa budista. 
Las esculturas de la estupa de Bharhut representan uno de los ejemplo más tempranos del arte budista y de la India. Las obras se consideran posteriores al periodo del emperador Aśoka (304-232 a. C.) y ligeramente más modernos que los relieves de las barandas de Sanchi II iniciados hacia el 115 a. C.
Autores recientes datan los relieves de las barandas de Bharhut entre el 125 y el 100 a. C., claramente posteriores a Sanchi II y la torana es algo posterior que las barandas y se datan entre el 100 y el 75 a. C. Las puertas y barandas Muchos de la estupa de Bharhut se encuentran en el museo Indio en Kolkota. 

## Excavación

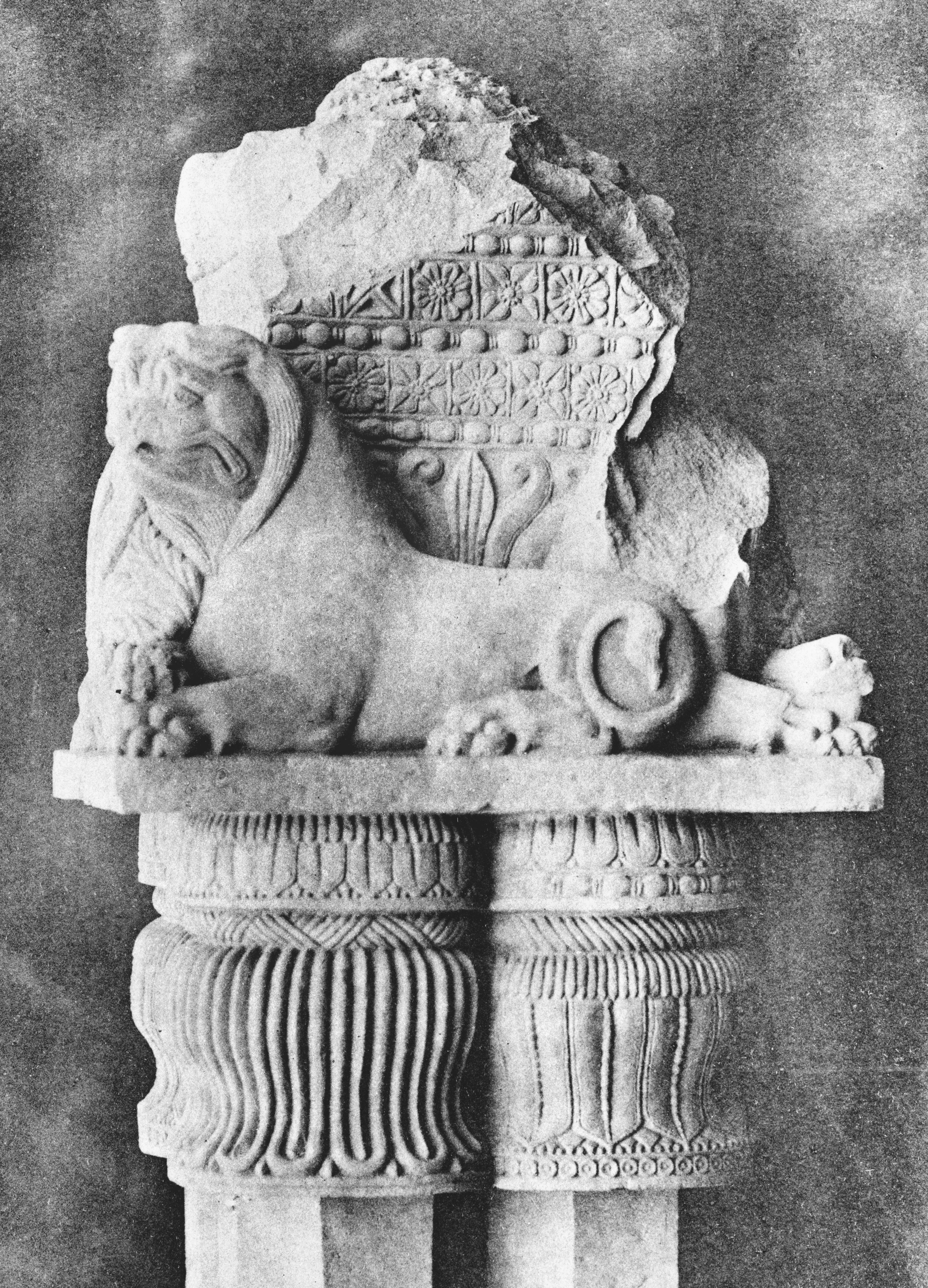
Pilares capitales de Bharhut con roseta y molduras de cuentas y discos.

En 1873, el ingeniero y arqueólogo Alexander Cunningham visitó Bharhut y al siguiente año realizó las excavaciones en el lugar. Joseph David Beglar, asistente de Cunningham, continuó las excavaciones y dejó constancia fotográfica de sus hallazgos.

## Estructura
La estupa de Bharhut pudo ser construida por encargo de Aśoka, rey del Imperio Maurya en el siglo III a. C. pero muchos de los elementos artísticos, particularmente la puerta de entrada y las barandas, fueron aparentemente añadidas durante el período Imperio shunga (187 a 78 a. C.), con muchos frisos del siglo II a. C.
La estupa central estaba rodeada por una baranda de piedra y cuatro puertas Torana, en una disposición similar a la estupa de Sanchi. Se han recuperado una gran parte de la baranda, pero solo una de las cuatro puertas.